# Греко-болгарська схизма

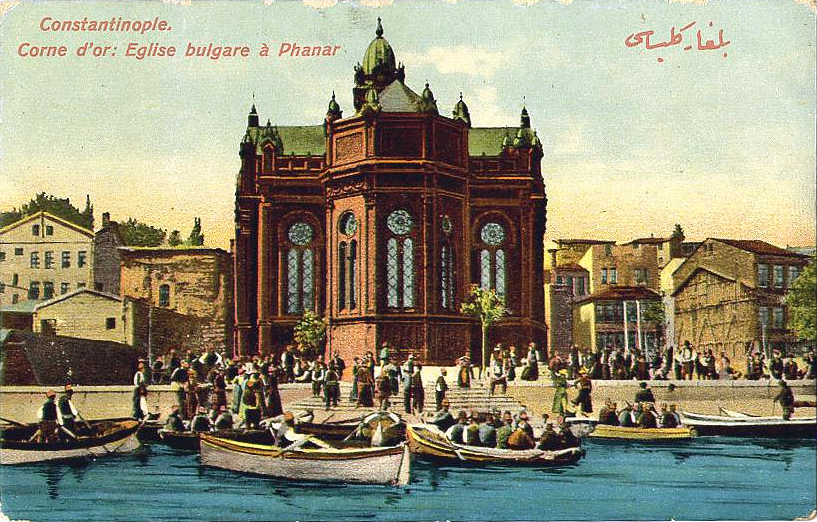
Болгарська церква Святого Стефана в Константинополі (Балат). Початок XX століття

Гре́ко-болга́рська схизма (болгарський розкол, болгарське церковне питання) — одностороннє проголошення 11 травня 1872 року автокефалії ієрархами Константинопольського Патріархату болгарського походження (фактично розкол відбувся ще у квітні 1860 року) й подальші прещення з боку кіриархальної Церкви — Константинопольського (Вселенського) Патріархату, а також низки інших. Автокефальний статус Болгарської Церкви було визнано Константинопольським Патріархатом тільки у лютому 1945 року.
Прибічники болгарської автокефалії вважали правовою підставою створення незалежного Болгарського екзархату (болг. Българска екзархия) султанський фірман османського (оттоманського) уряду візира Аалі-паші, проголошений 28 лютого 1870 року, хоча останній не передбачав цілковитої канонічної незалежності (автокефалії) болгар та розглядався оттоманським урядом як такий, що втратив чинність після проголошення схизми.

## Предстоятелі Болгарського екзархату
Екзархи:
1. Іларіон 1872
2. Анфім Чаликов 1872–1877, (1888)
3. Йосиф Йовчев (Іовчев) 1872–1915

Намісники — голови Священного Синоду:
1. Софійський митрополит Парфеній 1915–1918
2. Доростоло-Червенський митрополит Василій 1918–1921, (1927)
3. Пловдівський митрополит Максим 1921–1927, (1938)
4. Врачанський митрополит Климент 1928–1930
5. Відінський митрополит Неофіт 1930–1944, (1971)
6. Софійський митрополит Стефан Шоков 1944–1945 (екзарх з 21 січня 1945 року до вересня 1948 року).